# Montaggio insert
Il montaggio insert o semplicemente insert è uno dei due modi disponibili su videoregistratori di classe professionale per modificare le immagini registrate su nastro, in alternativa al montaggio assemble.
Il montaggio insert consente di sovrascrivere le singole tracce audio e/o video di una registrazione esistente, nonché la traccia dedicata al timecode, limitatamente a una sezione ben definita o fino a quando la registrazione non venga arrestata.

## Aspetti tecnici
In tutti i sistemi di videoregistrazione, è necessario che il nastro sia in movimento alla correttà velocità perché una commutazione in registrazione avvenga senza disturbi e correttamente agganciata alla base dei sincronismi esistente. Questa condizione è via via più critica su apparecchiature di classe sempre superiore. Su videoregistratori professionali, viene usata una tecnica chiamata preroll. Una volta stabilito il punto di partenza della nuova registrazione, il nastro viene posizionato un certo tempo prima di quel punto (tempo impostabile e definito tempo di preroll, tipicamente da 3 a 5 secondi). Il videoregistatore leggerà poi il nastro in modalità di riproduzione, passando alla registrazione una volta raggiunto il punto impostato se e solo se la rilettura della base dei sincronismi è corretta.
Il montaggio insert consiste nella sovrascrittura di alcune delle tracce previste dal formato di videoregistrazione:
- video
- alcune o tutte le tracce audio
- timecode

Da notare che la control track deve essere già registrata con continuità e che non viene mai sovrascritta.
Al termine della singola registrazione in insert, la base dei sincronismi rimane intatta e i punti del nastro non sovrascritti conserveranno la registrazione originale. L'insert, naturalmente, non viene effettuato correttamente se il nastro non è già stato registrato nel punto desiderato.
Gli interventi di montaggio in insert possono essere effettuati in qualunque punto del nastro e non necessariamente in ordine sequenziale.

## Apparecchiature di classe domestica
In questa fascia di prodotti, molti videoregistratori (VHS, S-VHS e Video8) permettono la sovrascrittura di una o più tracce audio (Audio dub), mentre solo quelli di fascia più elevata permettono l'insert video, per via della maggiore complessità meccanica e strutturale che le tracce elicoidali richiedono.
Questi videoregistratori permettono di solito di controllare l'apparecchio sorgente, con l'effettuazione del preroll. Si tratta di solito di sistemi che prevedono l'uso di un videoregistratore e di un camcorder come lettore, entrambi della stessa marca.

## Apparecchiature di classe professionale
In ambito professionale, quasi tutti i videoregistratori permettono di eseguire l'insert, sia come unità a sé stanti che in un insieme macchina-macchina, che controllati da una centralina di montaggio; in quest'ultimo caso il tempo di preroll è impostato dalla centralina ed è uguale per tutte le macchine, mentre negli altri casi è la macchina controllante che comanda le altre.
Il timecode normalmente non viene sovrascritto, poiché viene utilizzata la traccia registrata durante la basatura del nastro. Se necessario, comunque, il timecode può essere registrato in due modi diversi:
- preset, se viene utilizzato il timecode proveniente da un generatore esterno o da quello interno del videoregistratore, indipendentemente dal suo valore. Questo sistema si usa talvolta se la registrazione in origine presenta un timecode discontinuo e se ne vuole sovrascrivere uno continuo;
- regen, se viene utilizzato il generatore interno alla macchina, che viene però agganciato all'ultimo valore riletto dal nastro prime dell'effettuazione dell'assemble. In questo caso, il timecode sarà sempre contiguo durante tutta la registrazione.

Sovrascrivere il timecode è sconsigliato se l'intervento di montaggio riguarda una registrazione già esistente a cui si desidera solo correggere parte del video o dell'audio. In ogni caso, è da tenere presente che insieme al video si sovrascrive anche l'eventuale VITC presente, che è quindi bene rigenerare (anche per evitare il rischio di inserire il timecode presente sul segnale video della sorgente).

## Usi tipici
Il montaggio insert è la modalità normalmente usata nel caso di montaggio lineare, dove avviene su nastri preregistrati con una base uniforme di nero televisivo. Questa tecnica permette una maggiore affidabilità (soprattutto con le macchine di vecchia generazione) e una notevole flessibilità per quanto riguarda la ripetibilità degli interventi e la loro precisione.
Inoltre, l'insert è l'unico modo per effettuare correzioni su programmi già montati (per esempio, una registrazione proveniente da uno studio).
È buona norma eseguire il montaggio insert anche in situazioni di tempi ristretti, dove conviene avere una certa scorta di nastri basati.